# 亞斯內區

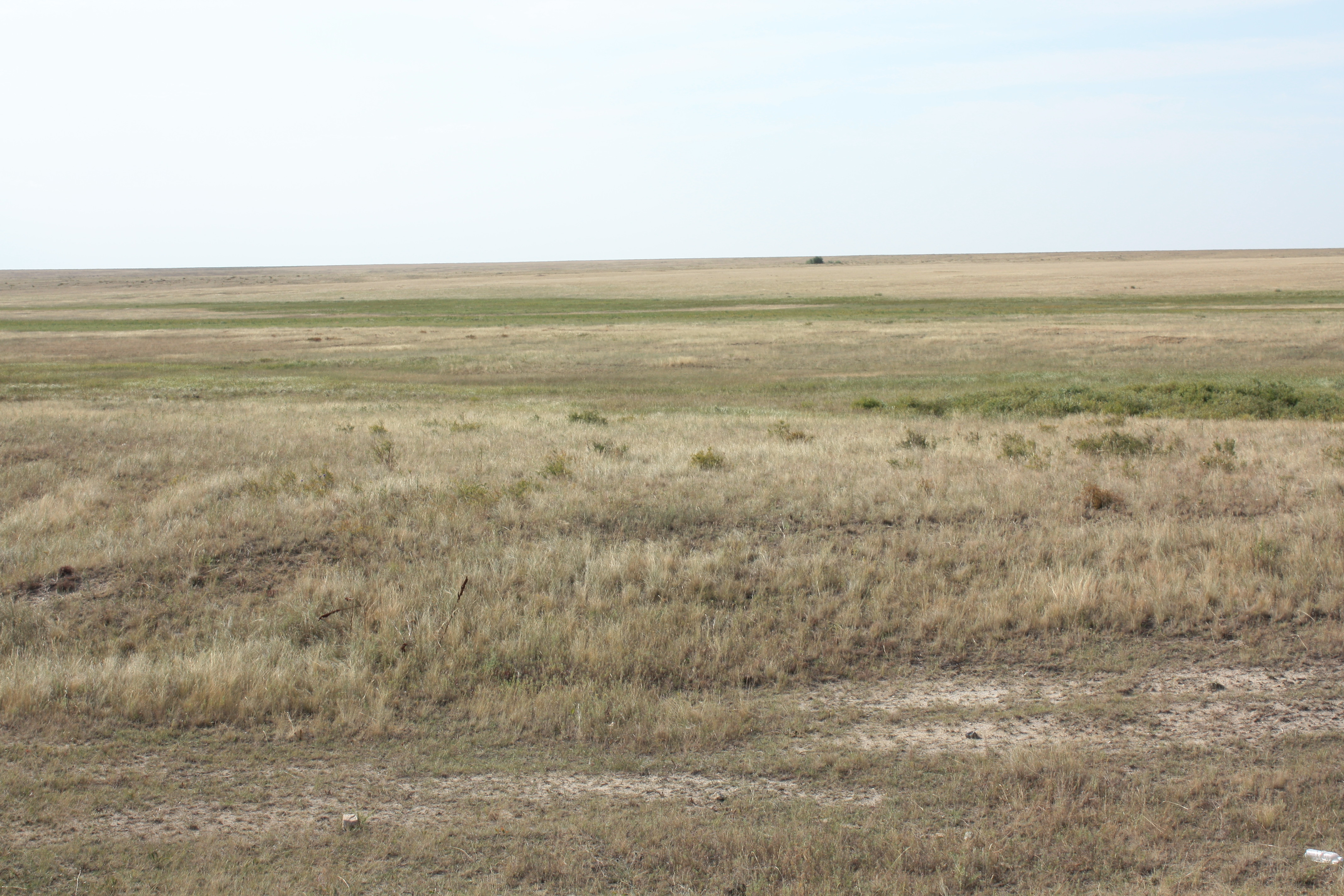

51°02′N 59°52′E / 51.033°N 59.867°E
亞斯內區（俄语：Ясненский район），是俄羅斯的一個區，位於該國西南部，由奧倫堡州負責管轄，面積3,500平方公里，2010年該區人口5,043，人口密度每平方公里1.44人。